# Дуэ-ан-Анжу (кантон)
Дуэ-ан-Анжу (фр. Doué-en-Anjou, до 5 марта 2020 года назывался Дуэ-ла-Фонтен, фр. Doué-la-Fontaine) — кантон во Франции, находится в регионе Пеи-де-ла-Луар, департамент Мен и Луара. Расположен на территории двух округов: одна коммуна входит в состав округа Анже, восемнадцать – в состав округа Сомюр.

## История
Кантон Дуэ-ан-Анжу был создан в 1790 году и был изменен в результате административной реформы 2015 года.  В состав кантона вошли коммуны упраздненных кантонов Женн и Монтрёй-Белле.
В последующие годы состав кантона неоднократно менялся. 1 января 2016 года коммуны Бринье, Дуэ-ла-Фонтен, Конкурсон-сюр-Лейон, Ле-Верше-сюр-Лейон, Менье, Монфор, Сен-Жорж-сюр-Лейон и Форж образовали новую коммуну Дуэ-ан-Анжу, ставшую центром кантона. Одновременно коммуны Грезийе, Женн, Ле-Турей, Сен-Жорж-де-Сет-Вуа и Шенют-Трев-Кюно образовали новую коммуну Женн-Валь-де-Луар; коммуны Амбийу-Шато, Луэр и Нуаян-ла-Плен – новую коммуну Тюффалён; коммуны Кутюр и Шемелье вместе с коммунами Бриссак-Кенсе, Вошретьен, Лез-Алле, Люинье, Сен-Реми-ла-Варенн, Сен-Сатюрнен-сюр-Луар, Сольже-л’Опиталь, Шарсе-Сент-Элье-сюр-Обанс кантона Ле-Пон-де-Се – новую коммуну Бриссак-Луар-Обанс.
С 1 января 2018 года коммуны Ле-Розье-сюр-Луар и Сен-Мартен-де-ла-Плас кантона Лонге-Жюмель вошли в состав коммуны Женн-Валь-де-Луар.
1 января 2019 года коммуны Брезе и Сен-Сир-ан-Бур вместе с коммуной Шасе кантона Союмер образовали новую коммуну Бельвинь-ле-Шато.
5 марта 2020 года указом № 2020-211 кантон переименован в Дуэ-ан-Анжу. .

## Состав кантона с 1 января 2019 года
В состав кантона входят коммуны (население по данным Национального института статистики за 2020 г.):
- Антуань (460 чел.)
- Бельвинь-ле-Шато (3 471 чел.)
- Бриссак-Луар-Обанс (1 303 чел., частично)
- Бросе (347 чел.)
- Водельне (1 122 чел.)
- Денезе-су-Дуэ (464 чел.)
- Дуэ-ан-Анжу (11 224 чел.)
- Женн-Валь-де-Луар (5 023 чел., частично)
- Куршам (527 чел.)
- Ле-Кудре-Макуар (961 чел.)
- Ле-Пюи-Нотр-Дам (1 154 чел.)
- Лез-Юльм (574 чел.)
- Лурес-Рошменье (893 чел.)
- Монтрёй-Белле (3 705 чел.)
- Сен-Жюст-сюр-Див (375 чел.)
- Сен-Макер-дю-Буа (449 чел.)
- Сизе-Ла-Мадлен (470 чел.)
- Тюффалён (1 743 чел.)
- Элье (720 чел.)

## Политика
На президентских выборах 2022 г. жители кантона отдали в 1-м туре Эмманюэлю Макрону 31,4 % голосов против 29,9 % у Марин Ле Пен и 14,5 % у Жана-Люка Меланшона; во 2-м туре в кантоне победил Макрон, получивший 53,7 % голосов. (2017 год. 1 тур: Марин Ле Пен – 27,2 %, Франсуа Фийон – 21,9 %, Эмманюэль Макрон – 21,1 %, Жан-Люк Меланшон – 14,7 %; 2 тур: Макрон – 59,7 %).
С 2015 года кантон в Совете департамента Мен и Луара представляют член совета коммуны Монтрёй-Белле Жослин Мартен (Jocelyne Martin) и член совета коммуны Дуэ-ан-Анжу Брюно Шепту (Bruno Cheptou) (оба – Разные левые).
|                | Кандидаты                    | Партия                   | Первый тур | Первый тур     | Второй тур | Второй тур |
| Кол-во голосов | Кандидаты                    | Партия                   | % голосов  | Кол-во голосов | % голосов  |            |
| -------------- | ---------------------------- | ------------------------ | ---------- | -------------- | ---------- | ---------- |
|                | Жослин Мартен Брюно Шепту    | Разные левые             | 3 943      | 55,08          | 4 514      | 63,13      |
|                | Жан-Пьер Антуан Николь Брисе | Республиканцы            | 1 917      | 26,78          | 2 636      | 36,87      |
|                | Жиль Гро Анн-Софи Лемнаш     | Национальное объединение | 1 299      | 18,14          |            |            |

|                | Кандидаты                     | Партия                  | Первый тур | Первый тур     | Второй тур | Второй тур |
| Кол-во голосов | Кандидаты                     | Партия                  | % голосов  | Кол-во голосов | % голосов  |            |
| -------------- | ----------------------------- | ----------------------- | ---------- | -------------- | ---------- | ---------- |
|                | Жослин Мартен Брюно Шепту     | Левый блок              | 3 677      | 30,67          | 4 975      | 38,75      |
|                | Колетт Ганьо Ален Лорьу       | Правый блок             | 3 519      | 29,36          | 4 172      | 32,50      |
|                | Бенуа Лепин Симона Матра      | Национальный фронт      | 3 489      | 29,11          | 3 691      | 28,75      |
|                | Элиза Бланшар Франсуа Котрель | Прочие                  | 976        | 8,14           |            |            |
|                | Люсиль Мерба Ги Сантанбьян    | Коммунистическая партия | 326        | 2,72           |            |            |